# Hans Raaflaub
Hans Raaflaub (* 15. Mai 1928 in Saanen; † 31. Oktober 2010) war ein Schweizer Schriftsteller.

## Leben
Raaflaub besuchte das Lehrerseminar in Bern-Hofwil und war Lehrer am Erziehungsheim Landorf Köniz sowie in Köniz; ab 1965 unterrichtete er angehende Lehrer am Seminar Marzili in Bern. 1972 und 1974 gewann er Ehrengaben des Kantons Bern.

## Werk
Sein literarisches Schaffen war einerseits geprägt von seinem Beruf als Lehrer und andererseits seiner Heimat im Saanenland. Er schrieb Jugendliteratur und historische Romane sowie ein Schulspiel.
- 1957/60 Hans Raaflaub, Fred Stauffer: Uli Siebenthal, SJW-Heft
- 1962/82 Hans Raaflaub: Gstaad / Roman / ISBN  3-256-00047-9
- 1966 Hans Raaflaub: Meyer Helmbrecht, Ein Schulspiel
- 1970 Hans Raaflaub: Der Fussgängerstreifen, fünfundzwanzig Situationen, ISBN 3-7296-0038-9
- 1987  Hans Raaflaub: Der Kandidat, Erzählungen, ISBN 3-7185-3060-0
- 1997 Hans Raaflaub:  Mit dem Rücken zum Fenster / Johann Jakob Romangs Kampf gegen Berner Obrigkeiten, Roman, ISBN  3-85833-262-3
- 1998 Hans Raaflaub: Regenfinsternis, Roman, ISBN 3-85833-269-0